# Arenas de San Pedro
Arenas de San Pedro ist eine zentralspanische Kleinstadt und Gemeinde mit 6.438 Einwohnern (Stand: 2024) (municipio) in der Provinz Ávila in der Autonomen Region Kastilien-León. Der alte Ortskern wurde als Kulturgut (Bien de Interés Cultural) in der Kategorie Conjunto histórico-artístico eingestuft.

## Lage und Klima
Arenas de San Pedro liegt auf der Südseite der Sierra de Gredos am südlichen Rand der Provinz Ávila; der höchste Gipfel auf dem Gemeindegebiet ist La Mira (2343 m). Die Entfernung nach Ávila beträgt knapp 85 km (Fahrtstrecke) in nordöstlicher Richtung; bis nach Salamanca sind es gut 150 km in nordwestlicher Richtung. Das Klima ist gemäßigt bis warm; der eher spärliche Regen (ca. 375 mm/Jahr) fällt mit Ausnahme der trockenen Sommermonate übers Jahr verteilt.

## Bevölkerungsentwicklung
| Jahr      | 1857  | 1900  | 1950  | 2000  | 2017  |
| Einwohner | 2.739 | 3.375 | 6.518 | 6.464 | 6.556 |

Die Mechanisierung der Landwirtschaft, die Aufgabe bäuerlicher Kleinbetriebe und der daraus resultierende Verlust an Arbeitsplätzen auf dem Lande haben seit der Mitte des 19. Jahrhunderts zu einem deutlichen Wachstum der Städte geführt. Zur Gemeinde gehören auch die drei Weiler (pedanías) Ramacastañas, La Parra und Hontanares mit jeweils etwa 100 bis 350 Einwohnern sowie mehrere Einzelgehöfte (fincas).

## Wirtschaft
Die Landwirtschaft, vor allem die Viehzucht, spielt traditionell die größte Rolle im Wirtschaftsleben der Berggemeinde, die in früheren Zeiten für die Weiler und Einzelgehöfte in der Umgebung auch ein regionales Zentrum für Handwerk und Handel war, denn lange Zeit wurde im Tal des Río Tiétar Erz abgebaut. Einnahmen aus dem Tourismus in Form der Vermietung von Ferienwohnungen (casas rurales) sind in den letzten Jahrzehnten hinzugekommen.

## Ortsname und Wappen
Der Ursprung des Namens Arenas stammt aus der Zeit der Gründung der Stadt im Mittelalter. Ursprünglich hieß die Stadt Arenas de las Ferrerías de Ávila, aufgrund der Nähe zur alten Eisenerzmine La Tablada, die der Comarca de las Ferrerías de Ávila einst ihren Namen gab. Der Zusatz de San Pedro erfolgte nach der Heiligsprechung (1669) von Petrus von Alcantara, der im 16. Jahrhundert eine Zeitlang bis zu seinem Tod im Jahr 1562 in der Stadt gelebt hatte.

## Geschichte

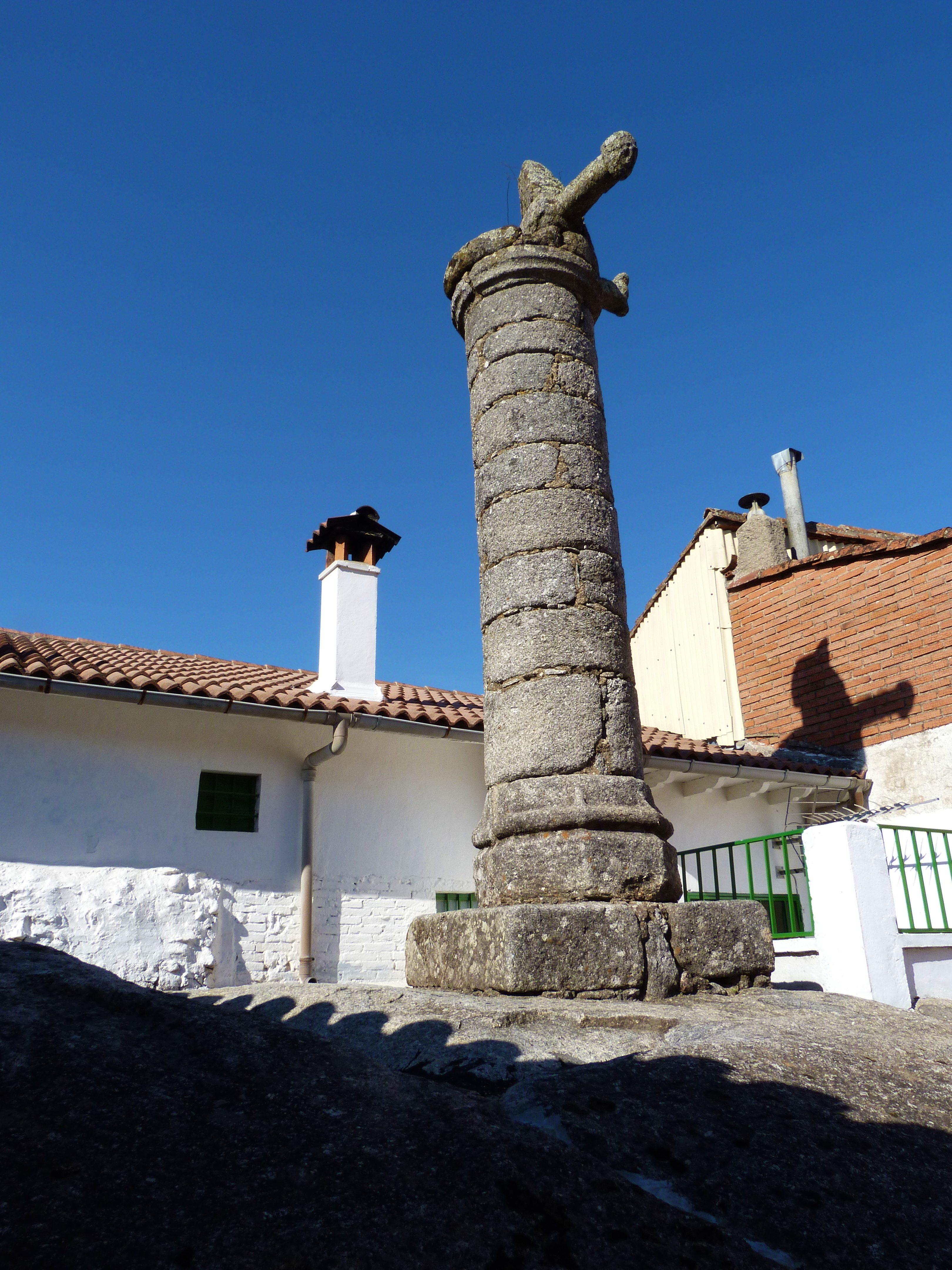
Gerichtssäule (rollo oder picota)

Wenngleich hier bereits in römischer Zeit eine Brücke errichtet wurde, sind Siedlungsfunde aus keltischer, römischer, westgotischer oder islamischer Zeit nicht bekannt und so können die Ursprünge der Stadt lediglich bis ins Mittelalter verfolgt werden, als eine Gruppe von Siedlern im Rahmen der „Wiederbesiedlung“ repoblación den heutigen Standort wählte. Urkundlich erstmals erwähnt wird der Ort im Spätmittelalter als Eigentum eines Don Rodrigo Alonso Pimentel, Graf von Benavente. Danach ging es in den Besitz von Don Álvaro de Luna über. Aus dieser Zeit ist jedoch lediglich noch die mittelalterliche Zollbrücke über den Río Arenal erhalten. Der Ort erhielt die Stadtrechte im Jahre 1393 unter der Herrschaft von Heinrichs III. von Kastilien. Danach war die Stadt der Hauptort einer Grundherrschaft (señorio), welche neben Arenas de San Pedro auch mehrere Dörfer und Einzelgehöfte umfasste.
Im ausgehenden 18. Jahrhundert erlebte die Stadt noch einmal eine kurze Blütezeit durch den Infanten Luis de Borbón y Farnesio, den Bruder des Königs Karl III., der in seinem Palast Künstler aller Art empfing – darunter auch Francisco de Goya, Luigi Boccherini und Ventura Rodríguez. Im 19. Jahrhundert wurde die Stadt zweimal geplündert, z. B. während des Spanischen Unabhängigkeitskriegs und des ersten Karlistenkriegs. Das ist möglicherweise der Grund dafür, warum das Wappen der Gemeinde eine in Flammen stehende Burg mit dem Sinnspruch Siempre incendiada y siempre fiel („Immer verbrannt und immer treu“) zeigt.

## Sehenswürdigkeiten

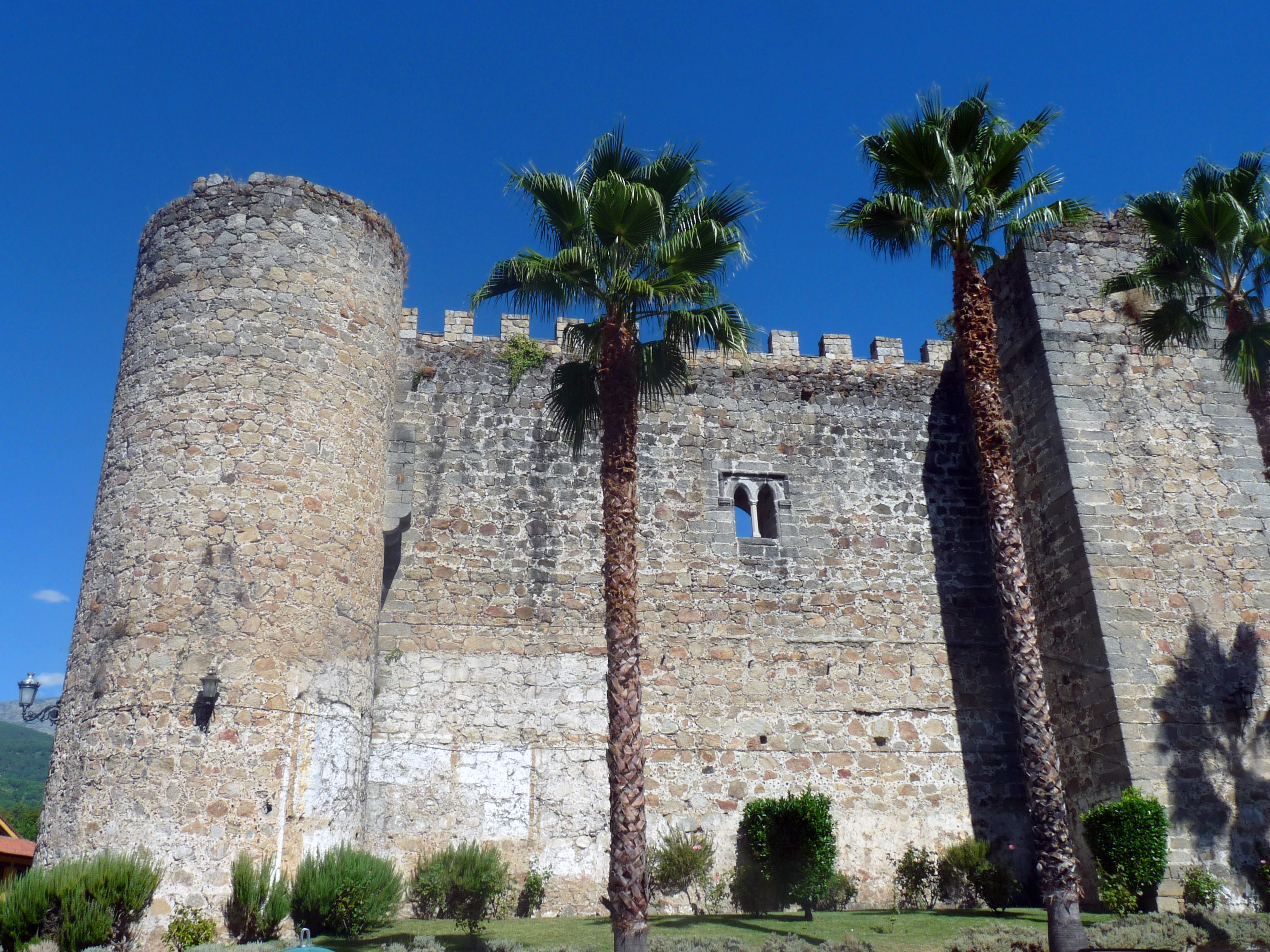
Burg (Castillo de la Triste Condesa)

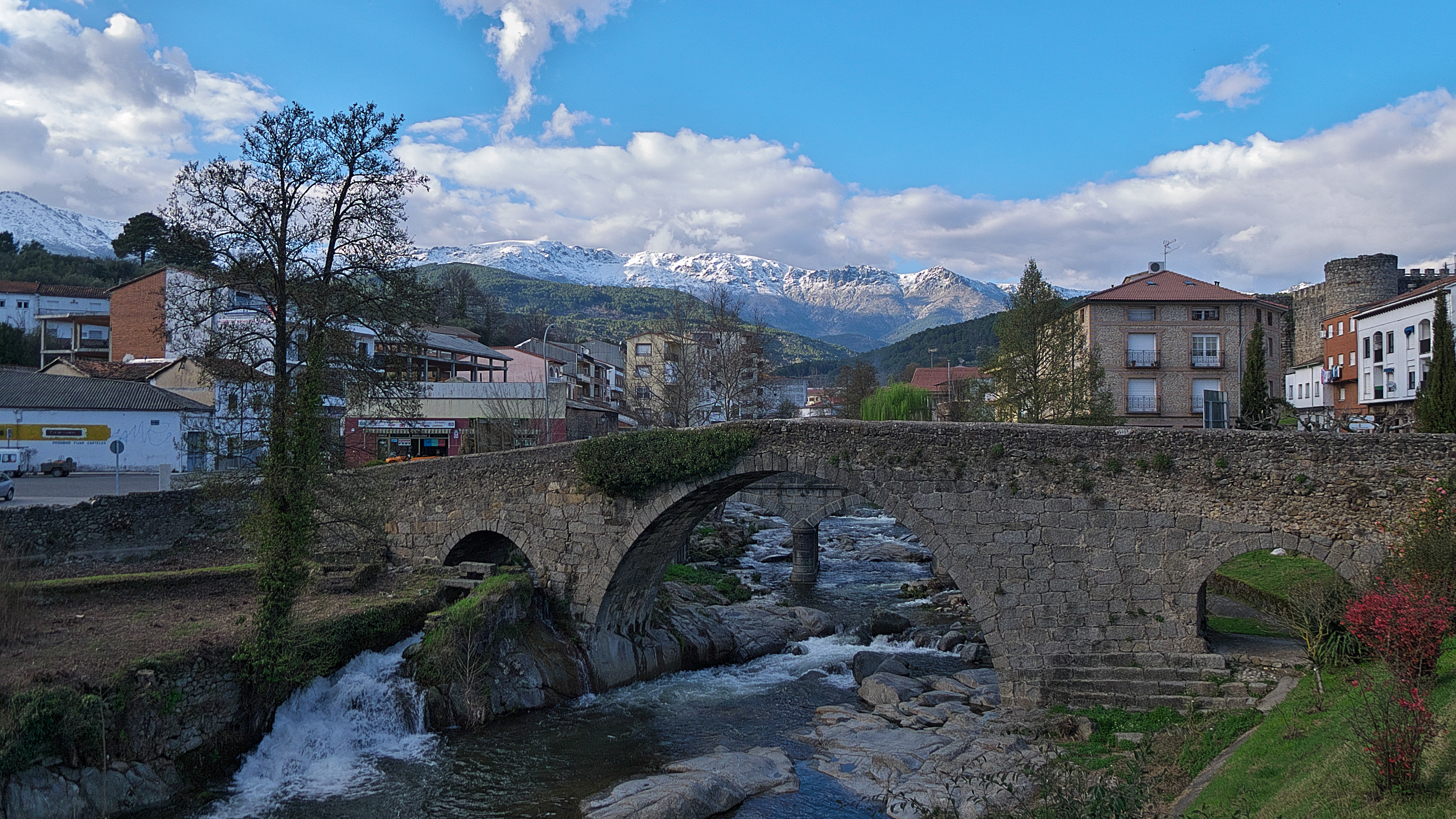
Aquelcabos-Brücke

- Das Castillo de la Triste Condesa („Burg der traurigen Gräfin“) steht am westlichen Ortsrand. Die quadratische Burganlage mit runden Wehrtürmen in den Ecken und einem auf rechteckigen Grundriss sich erhebenden Bergfried (torre del homenaje) wurde gegen Ende des 14. Jahrhunderts errichtet.[7]
- Die Kirche der Nuestra Señora de la Asunción wurde von Ruy López Dávalos, dem ersten Grundherren (señor) von Arenas im 14. Jahrhundert im gotischen Stil erbaut.[8]
- Eine Gerichtssäule oder Pranger (rollo de justicia oder picota) stammt aus der Barockzeit. Die kegelförmige Spitze und zwei der ehemals vier Arme der Kapitellzone sind abgebrochen.
- Der Palast des Infanten Luis de Borbón (Palacio de la Mosquera), ein klassizistisches Gebäude, das sich in seiner Architektur deutlich am 200 Jahre älteren Vorbild des Escorial orientiert, wurde in den Jahren nach 1776 vom Infanten Don Luis, einem Bruder Karls III. erbaut. Dieser hatte sich nach seiner Liebesheirat mit einer Bürgerlichen hierher zurückgezogen und der Kultur zugewandt – so waren hier u. a. Goya und der Musiker und Komponist Boccherini zu Gast. Als planender und überwachender Architekt wird Ventura Rodríguez genannt.[9]
- Die dreibogige Aquelcabos-Brücke wird auch als Römerbrücke (puente romano) bezeichnet, da sie bereits in römischer Zeit erbaut worden sein soll. Ihr heutiger Anblick ist eher mittelalterlich, obwohl auch in späterer Zeit immer wieder Restaurierungsarbeiten stattfanden.[10]

Umgebung

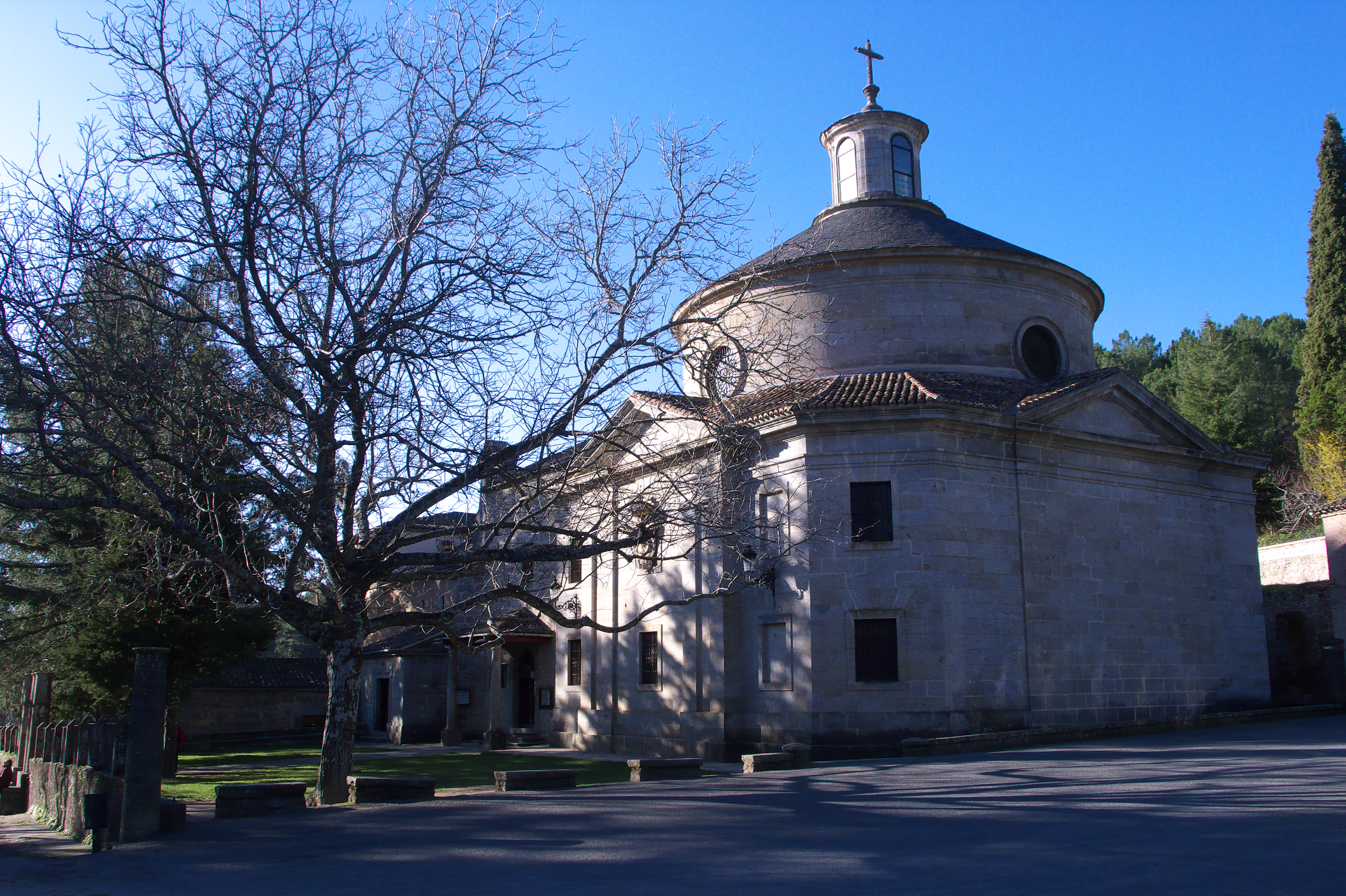
Santuario de San Pedro de Alcántara

- Circa drei Kilometer nördlich der Stadt befindet sich das Franziskanerkloster San Pedro de Alcántara. Es entstand im 16. Jahrhundert an der Stelle der verlassenen Einsiedelei San Andrés del Monte und wurde im 18. Jahrhundert unter der Leitung der Architekten Ventura Rodríguez und Francisco Sabatini umgebaut. Ein Museum zeigt sakrale Kunstwerke aus dem 17. und 18. Jahrhundert.[11]
- In den 5,5 bzw. ca. 14 km südöstlich gelegenen Weilern Ramacastañas und Hontanares stehen sehenswerte alte Dorfkirchen aus dem 16. Jahrhundert mit Glockengiebel (espadaña) und gegebenenfalls einer Südvorhalle (portico).
- Die Kirche des ca. 4 km nordöstlich gelegenen Dorfs La Parra stammt aus dem Jahr 1898.

## Persönlichkeiten
- Petrus von Alcantara (1499–1562), franziskanischer Mystiker, Bußprediger und Ordensreformator
- Infant Luis de Borbón y Farnesio (1727–1785), Bruder des Königs Karl III.

## Festtag
Die Gedenktage der Stadtpatrone, Unserer Lieben Frau auf dem Pfeiler und des hl. Petrus von Alcantara, werden am 8. September und am 19. Oktober gefeiert.